# Trap (streljaštvo)
Trap je streljačka disciplina gađanja glinenih golubova. Riječ je engleskog podrijetla a koriste se i drugi engleski nazivi poput:  international trap, bunker trap, trench ili international clay pigeon.  
Gađanje pojedinačnih ciljeva je olimpijska grana već više od 100 godina. Smatra se jednom od najtežih u odnosu na druge grane, zato što je udaljenost do mete veća a i brzina kretanja mete je brža u odnosu na druge grane natjecanja u trapu.
Sve do 1991., olimpijski trap bila je disciplina otvorena i za muške i za ženske natjecatelje. 1996. ova disciplina bila je otvorena samo za muške natjecatelje, dok od 2000. godine, muški i ženski natjecatelji nastupaju odvojeno.
Natjecanje se sastoji od gađanja 125 ciljeva u kvalifikacijama za muške i 75 ciljeva za ženske natjecatelje, kao i dodatnih 25 ciljeva u velikom finalu za najboljih 6 natjecatelja.
Hrvatski reprezentativac Giovanni Cernogoraz je na Olimpijskim igrama u Londonu 2012., donio zlato Hrvatskoj u ovoj disciplini, a to je ponovio i Josip Glasnović na Olimpijskim igrama u Riu 2016.